# Sanlam Centre
Das Sanlam Centre ist ein Gebäude in der Innenstadt von Windhoek, der Hauptstadt von Namibia. Es liegt an der Independence Avenue in Windhoek-Central und ist nach seinem Hauptmieter und Bauauftraggeber, dem Finanz- und Versicherungsunternehmen Sanlam, benannt.
Das Sanlam Centre wurde 1990, dem Jahr der Unabhängigkeit Namibias, gebaut, hat 14 oder 17 Stockwerke (davon drei unterirdisch), ist 50,24 Meter hoch und hat eine Bürofläche von 28.000 m².

## Nutzung

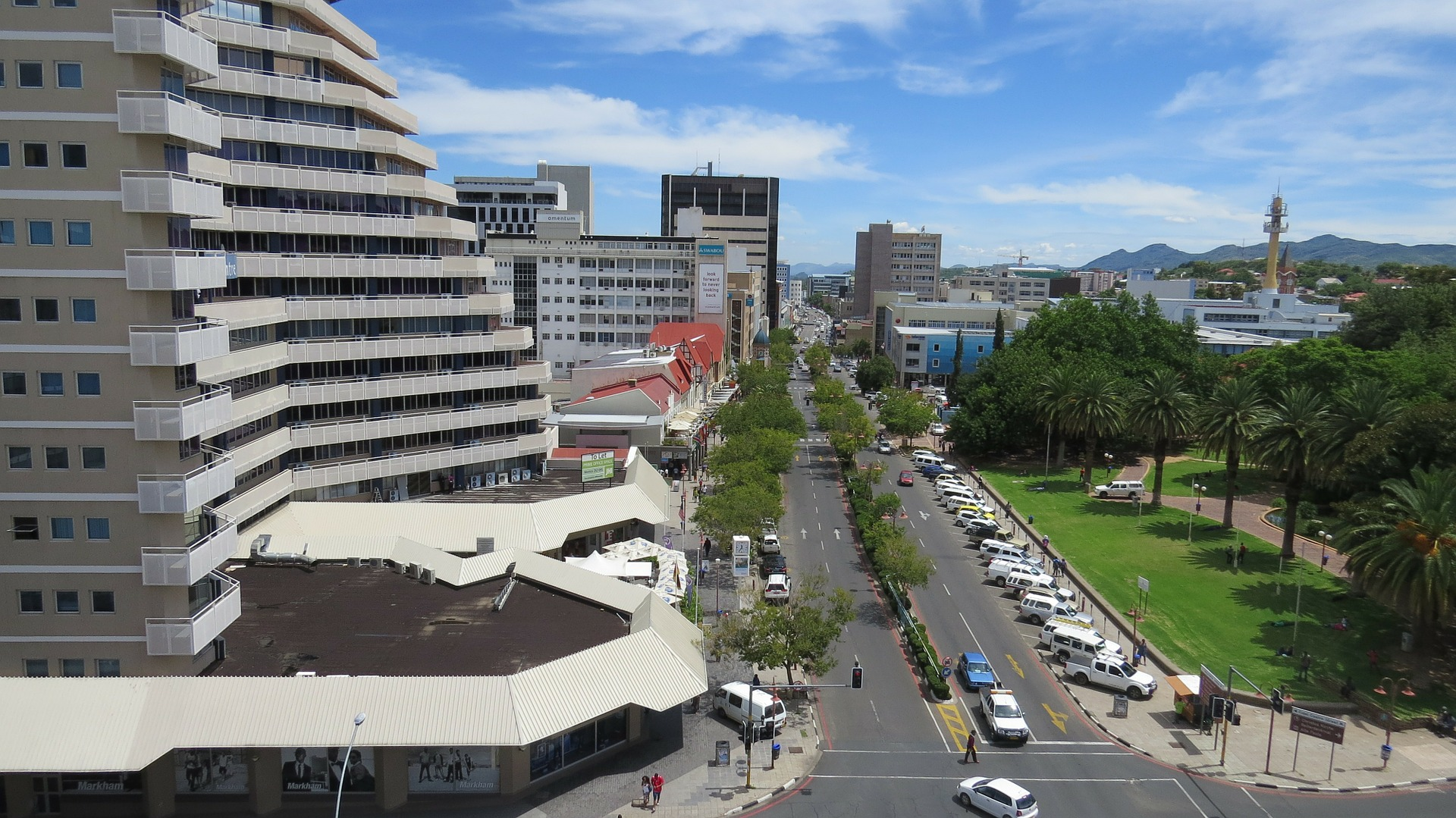
Blick auf die Innenstadt und das Sanlam Centre

Neben Einzelhandelsflächen im Erdgeschoss, hat sich hier (Stand Juni 2023) die Auslandsvertretungen von Deutschland sowie ehemals auch von Island und Venezuela sowie der Europäischen Union eingemietet. Auch die Botschaft der Vereinigten Staaten von Amerika hatte bis 2024 mit dem Amerikanischen Kulturzentrum eine Außenstelle in diesem Haus.